# Bleptinodes
Bleptinodes là một chi bướm đêm thuộc họ Erebidae.